# Alfredo Corda
Alfredo Corda (* 17. Dezember 1922 als Alfred Koller in Zürich; † 28. März 1978 in Salzburg) war ein Schweizer Opernsänger (Tenor).

## Leben
Er wuchs in einfachen Verhältnissen in der Waldegg am Fusse des Uetliberges auf. Sein Vater Heinrich Koller war Marronibrater und Südfrüchteverkäufer nahe dem Schiffsteg am Bürkliplatz in Zürich. Alfred Koller hatte eine jüngere Schwester, Rosa Koller-Wüst, und einen älteren Bruder, Robert Koller. Nach einer kaufmännischen Lehre betätigte sich Alfred Koller zunächst zehn Jahre lang als Liegenschaftsverwalter bei Schäppi und Co in Zürich. Er studierte während dieser Tätigkeit Klavierspiel und Komposition bei Max Kuhn sowie Gesang bei Hans Bernhard und bei Max Sauter Falbriard. Dazu besuchte er Meisterkurse bei Paul Lohmann in Luzern, später auch bei Helge Rosvaenge in München.
1955 heiratete er die ursprünglich aus Tirol stammende Küsnachterin Liselotte Ruetz. Aus dieser Ehe stammen die Kinder Esther Koller-Büchi und Manuel Koller. Diese Ehe wurde 1972 geschieden. 1977 heiratete er die Salzburgerin Ingeborg Ringl.

## Karriere
1959 begann seine eigentliche Bühnenkarriere mit der Rolle des Pinkerton in Puccinis Oper „Madame Butterfly“ im Rahmen der „Stagione d’Opera Italiana“ im Kongresshaus Zürich. Diese erfolgreiche Aufführung ebnete ihm den Weg zu seiner ersten grösseren Verpflichtungen am Staatstheater Saarbrücken (1964–1967). Danach wurde er am Staatstheater Kassel engagiert (1967–1969).
Er sang am Berliner Operettentheater, am Raimund-Theater in Wien, an Operettenbühnen in Hamburg und Bad Ischl, dem Theater an der Rott in Eggenfelden, dem Theater am Gärtnerplatz in München, dem Landestheater Salzburg und übernahm aber immer wieder Partien in Opern. So hörte man ihn in Basel als Belmonte in dem Singspiel Die Entführung aus dem Serail', als Cassio in Verdis Otello und als Hans in der Verkauften Braut. An erster Stelle standen in seinem Repertoire Tenorpartien in Operetten von Johann Strauss, Carl Millöcker, Franz von Suppè, Jacques Offenbach, Emmerich Kálmán, Franz Lehár, Paul Abraham, Leon Jessel und Nico Dostal. Er gastierte in Bern, Luzern und St. Gallen, in Wiesbaden, Luxemburg und bei den Bregenzer Festspielen. Er gab zahlreiche Konzerte, bei denen er auch das gehobene Unterhaltungslied berücksichtigte. Er trat mit Konzertprogrammen in Wien und Salzburg, in Berlin und Frankfurt a. M., in Strassburg, Mailand, Kopenhagen und Oslo und immer wieder auch in der Schweiz auf.
Dazu hatte er als Radio und TV-Sänger in der Schweiz, in Deutschland, in Österreich und Luxemburg Erfolge. (Drei mal Neun mit Wim Thoelke, Dalli Dalli mit Hans Rosenthal, Zum Blauen Bock (1973), Was bin ich? mit Robert Lembke, Teleboy mit Kurt Felix etc.). Er veröffentlichte das Buch „Caruso in der Westentasche, Schmunzeleien eines Tenors“ (Darmstadt, 1977) und Schallplatten bei Pick-Records „Lieder von Tosti“ und „Alfredo Corda singt unvergängliche Melodien, Arien und Lieder“ und bei Telefunken „Die strahlende Stimme“ mit einem ähnlichen Programm.

## Werke (Auswahl)
Bücher
- Caruso in der Westentasche. Schmunzeleien e. Tenors; Kurzgeschichten und Anekdoten. Bläschke, Darmstadt 1977, ISBN 3-87561-764-9.

Musikalien
- Eloquence. Operetten-Highlights von Johann Strauß, Lehár, Kálmán. Philips 1998 (Audio-CD).
- Die Strahlende Stimme. Telefunken, 1965